# Kelčany
Kelčany är en ort i Tjeckien.   Den ligger i regionen Södra Mähren, i den sydöstra delen av landet, 230 km sydost om huvudstaden Prag. Kelčany ligger 204 meter över havet och antalet invånare är 245.
Terrängen runt Kelčany är platt åt sydväst, men åt nordost är den kuperad. Runt Kelčany är det ganska tätbefolkat, med 111 invånare per kvadratkilometer. Närmaste större samhälle är Hodonín, 17,6 km söder om Kelčany. Trakten runt Kelčany består till största delen av jordbruksmark.